# 上海音楽庁

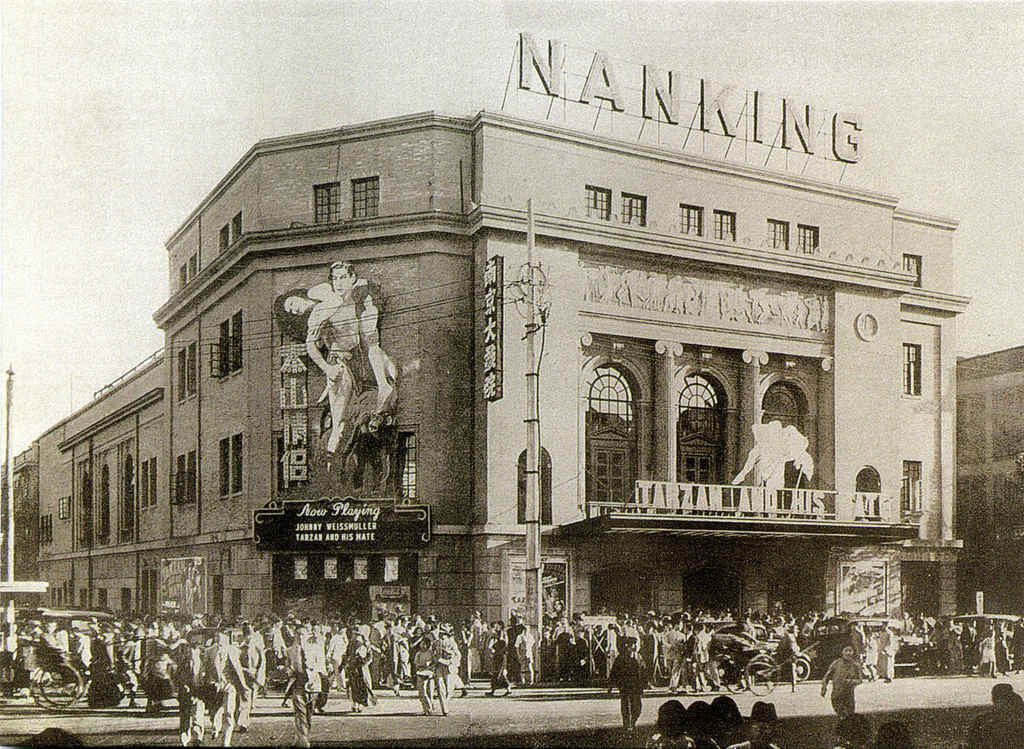
1934年の南京大戯院

上海音楽庁（しゃんはいおんがくちょう）、旧名は南京大戯院、は上海市黄浦区にあるコンサートホールである。1989年に上海市文物保護単位に入選した。
上海音楽庁は1930年にオープンし、1959年に現在の名称に変更した。1122の座席を設ける。キャデラックが2017年より上海音楽庁のネーミング・ライツを取得したため、現在の正式名称は「キャデラック・上海音楽庁」である。